# 眭弘
眭 弘（すい こう、? - 紀元前78年）は、前漢の人。字は孟。魯国蕃県の人。

## 略歴
若い頃は任侠、闘鶏や馬を好んでいたが、年長になると『春秋』公羊伝を学び、百人以上の弟子を持つに至った。
経書に通じていたことで議郎となり、符節令に至った。
昭帝の元鳳3年（紀元前78年）、泰山の萊蕪山で数千人の人の声が聞こえ、人々が見に行くと、3つの石を足にして大きな石が自立しており、その傍らに白い烏が数千羽集まった。さらに昌邑国では社の枯れ木がまた息を吹き返し、上林苑でも枯れて倒れていた柳の木が自立し、葉には文字のような虫食いの穴があった。その穴は「公孫病已立」と読めた。
眭弘はそれを「廃されて民となっている公孫氏から新たな天子があらわれる予兆である」と解釈し、友人の内官長を通じて「漢の皇帝は賢人を探し出し、帝位を譲り渡して自分は殷王・周王の末裔のように諸侯となって天命に従うべきである」と上奏した。
当時、若い昭帝を補佐して実権を握っていた大将軍霍光はこれを問題視して廷尉に下し、眭弘と内官長は大逆不道の罪で処刑された。
その後、戾太子劉拠の孫の劉病已が民間から迎えられて皇帝に即位すると、眭弘の子を郎とした。
眭弘は『春秋』公羊伝の学説を弟子の厳彭祖と自分の姉の子である顔安楽に伝え、この二人は公羊伝の学者として大成した。また貢禹も眭弘の教授を受けた。